# Robert Kottwitz
Robert Edward Kottwitz, né en 1950 à Lynn (Massachusetts) est un mathématicien américain.

## Carrière
Kottwitz étudie à l'université de Washington (Bachelor's degree) et à l'université Harvard avec Phillip Griffiths et John Tate, où il obtient son doctorat en 1977 (Orbital Integrals on {\displaystyle GL_{4}}). En 1976, il devient professeur assistant puis professeur à l'université de Washington et en 1989, il devient professeur à l'université de Chicago.
Il a séjourné à l'Institute for Advanced Study à plusieurs reprises (par exemple 1976-1977).

## Recherche
Kottwitz travaille sur le programme de Langlands, y compris l'analyse harmonique sur les groupes p-adiques et les groupes de Lie et sur les formes automorphes du groupe général linéaire et des variétés de Shimura.

## Distinctions
Kottwitz est membre de l'Académie américaine des arts et des sciences (2010) et de l'American Mathematical Society (AMS). Il a été conférencier invité au Congrès international des mathématiciens à Berlin en 1998 (Harmonic analysis on semisimple p-adic Lie Algebras).

## Publications
- avec Mark Goresky et Robert MacPherson, « Equivariant cohomology, Koszul duality, and the localization theorem », Inventiones Mathematicae, vol. 131,‎ 1998, p. 25–83 (DOI 10.1007/s002220050197)
- avec James Arthur et David Ellwood (éditeurs), Harmonic analysis, the trace formula and Shimura varieties, Proc. Clay Mathematics Institute, 2003 Summer School, The Fields Institute, Toronto, juin 2003, American Mathematical Society 2005
- avec Diana Shelstad, « Foundations of twisted endoscopy », Astérisque, Société mathématique de France, vol. 255,‎ 1999,   194 p. (lire en ligne).